# Haploscelis gibbosus
Haploscelis gibbosus es una especie de coleóptero de la familia Endomychidae.

## Distribución geográfica
Habita en Madagascar.